# Полин Мелвил
Полин Мелвил (енгл. Pauline Melville; Британска Гвајана, 1948) је енглеско-гвајанска списатељица и бивша глумица мешовитог европског и америчког порекла, која тренутно живи у Лондону, Енглеска. Међу наградама које је добила за своје писање – које обухвата кратке приче, романе и есеје – су Награда писаца Комонвелта, награда Гардијана за белетристику, Награда за први роман Whitbread и Награда за књижевност Гвајане. Салман Ружди је о Мелвиловој рекао: „Верујем да је она један од ретких заиста оригиналних писаца који су се појавили последњих година." 

## Позадина и почетак каријере
Мелвил је рођена у бившој колонији Британска Гвајана (данашња Гвајана), где је провела своје предшколске године 1940-их; њена мајка је била Енглескиња, а отац Гвајанац  мешовите расе, „део јужноамеричких Индијанаца, Африканца и Шкота“. 
Породица се преселила у јужни Лондон раних 1950-их, а након што је напустила школу почетком 1960-их, Мелвил је радила у лондонском Royal Court Theatre-у, што је на крају довело до тога да постане професионална глумица. Први пут се појавила у филмовима 1967. године, а 1970–74. одлучила је да настави школовање похађајући курс психологије и економије на Универзитету Брунел, а затим је покушала да комбинује уметност и политику радећи са Акционарском позоришном компанијом и Шкотском позоришном компанијом. 7:84.  Такође се бавила политиком након стицања независности у Гвајани и другде у карипском региону, предавала је писменост у Гренади и радила у Драмској школи Јамајке, док је почела да пише кратке приче.
Као извођач, Мелвил је била најактивнија током 1980-их, појављујући се у филмовима као што су Мона Лиза и Црни петак за гангстере, заједно са телевизијским улогама које укључују појављивања у ситкомима The Young Ones и Girls on Top.  

## Писање
Према Gadfly Online, „Многи део Мелвиловог писања инспирисан је људима и догађајима које је посматрала док је одрастала у Гвајани, бившој британској колонији која није постала независна све до 1966. Као девојчица и тинејџерка, Мелвил је била сведок компликованих социјалних проблема нације закључане у очајничкој борби за модернизацију и превазилажење своје империјалистичке прошлости. Данас, запањујући број култура коегзистира у региону, у различитим степенима пријатељских односа, од европских до америчких и афричких до источноиндијских, а гвајанци се баве сиромаштвом, загађењем и несташицом основних роба, укључујући електричну енергију“.
Сама Мелвил је у интервјуу из 2010. рекла: „Бити писац је као бити чистач прозора у кући или замку где су прозори заклоњени тамом и прљавштином. Писати је као да чистиш прозоре тако да људи могу да виде поглед на свет који никада раније нису видели“. 

### Shape-Shifter(1990)
Њена прва књига, збирка кратких прича Shape-Shifter, објављена је 1990. године и освојила је неколико награда, укључујући награду писаца Комонвелта за најбољу прву књигу (за регион Западне хемисфере и свеукупни најбољи-потпуни Комонвелт), Guardian Fiction Prize, и PEN/Macmillan Silver Pen Award. Бројне приче баве се постколонијалним животом на Карибима, посебно у њеној родној Гвајани, као и неким причама које се дешавају у Лондону. Многи њени ликови, већина расељених људи из бивших колонија који се боре да се помире са новим животом у Британији, покушавају да пронађу идентитет, да помире своју прошлост и да побегну од немира који је наговештен у наслову. Салман Ружди је описао колекцију као „изузетно оштру, смешну, оригиналну... делом карипску магију, делом лондонски прљавштину, написану клизавим, камелеонским језиком који је честа радост”. Остале похвале критичара укључивале су рецензију у Publishers Weekly-у „ове запањујуће дебитантске колекције“ која је закључила: „Мелвил трансформише свакодневицу, али никада не губи из вида друштвене неједнакости или задовољства смеха“. 

### The Ventriloquist's Tale(1997)
Мелвилов први роман, The Ventriloquist's Tale (1997), освојио је Whitbread First Novel Award, награду за књижевност Гвајане, и ушао је у ужи избор за Женску награду за белетристику. У књизи – коју је један рецензент окарактерисао као „јединствен поглед на сукобе древних и модерних начина”  – Мелвил истражује природу фикције и приповедања и пише о утицају европских колонизатора на Индијанце Гвајана кроз причу о брату и сестри. Према Publishers Weekly-у : „У Мелвиловом амбициозном и богато реализованом првенцу смештеним у данашњој Гвајани, верске, друштвене и филозофске тензије опседају све ликове...Мелвилове нијансиране карактеризације, флуидна проза, прикладне слике и прелепо потцењени дијалог повећавају њену вештину као саговорника. Несентиментална, али дирљива прича о болу чежње, књига је мистична, али жестоко рационалистичка, идеолошка док је хладно изнад политике...бриљантна, духовита и компликована."  Џеј Парини је написао у The New York Times: „У овом величанственом роману, Мелвил се показује као проницљив посматрач и надарени сатиричар, она врста која не узима заробљенике. 

### Сеоба духова(1998)
Њена збирка кратких прича из 1998, The Migration of Ghosts (Сеоба духова) је књига сложених слојевитих прича о физичком и емоционалном измештању. Према једном рецензенту: "Величанствен осећај за ходање је прва Мелвилова вештина која импресионира читаоца ове фасцинантне колекције. Друга је њен дар за гласове...она има невероватан опсег, од Западних Индијанаца у Лондону који славе карневал, самосвесној, озлојеђеној Индијанки Макуси коју је њен буквално настројени британски муж довео на венчање у Лондон, раздражљивој жени Канађанки чији је муж већ две године послат у Гвајану да служи као незванични лажов рударској корпорацији. Магични реализам је етикета коју ће већина читалаца и критичара налепити на Мелвилово дело...то је прикладан, али непотпун опис. Десетак прича прелива се музичким хаосом и лукавим хумором...Магија у Мелвиловим ексцентричним причама није ни добра ни лоша, бело или црно, већ магија препуне плуралности и многих могућности живота." 

### Eating Air(2009)
Мелвилов роман Eating Air, објављен 2009, The Independent је назвао „виртуозном представом, играјући се са галимауфријама ликова“.  Лавиниа Гренлав је написала у Фајненшал тајмс-у: „Свијет фикције Полин Мелвил је онај у којем људи склизну и побегну. Пун је сенки, преступа и мрачних тајни. У њеном другом роману, Eating Air, то је изванредно широки свет, који лети од јужног Лондона до Италије, Бразила до Суринама, током протеклих 30 година...Оно што овај роман чини убедљивим је начин на који нас једна особа води до следећег, и како излазимо из оквира само да бисмо открили поново у центру...Мелвил не треба да се ослања на реторику или шарм. Њен чист стил и одвојена визија омогућавају нам да се концентришемо на оно што ови људи заправо раде, а не на оно што су намеравали да ураде. Ово је књига о разлици између намере и акције – и о томе како се на нас делује много више него што знамо." 

### Господар хаоса и других бајки(2021)
О њеној најновијој књизи, The Master of Chaos and Other Fables (Господар хаоса и других бајки), Салман Ружди је цитиран како је рекао: „У овој виртуозној представи, Полин Мелвил нам показује свет у преврату и подсећа нас да тамо живимо. Benjamin Zephaniah је у часопису Vogue похвалио колекцију, рекавши: „Постоји љубав, политика, саосећање, магија и хумор“.  Одабравши „Ана Карењина и госпођа Бовари разговарају о својим самоубиствима“ из књиге као препоручено штиво, Брендон Тејлор из Electric Lit-а је изјавио: „Како спретно Полин Мелвил хвата ове ликове....Чудесна је прича о причама које постављају питање пробна питања о деловању и наративу и шта значи вратити своју причу за себе. Све испричано са шармом и топлом интелигенцијом." 

### Друге књижевне активности и ангажовање
Године 1992. њен есеј "Beyond the Pale" уврштен је у антологију Daughters of Africa (Кћери Африке), коју је уредила Маргарет Бусби, као и песма "Mixed" први пут објављена у Rented Rooms (Изнајмљеним собама) Давида Дабидена 1998. године. 
У новембру 2012. Мелвил је одржала предавање под насловом „Гвајанска књижевност, магични реализам и јужноамеричка веза“ у серији Меморијалних предавања Edgar Mittelholzer у Умана Иана у Џорџтауну. 
Мелвил је изабрана за члана Краљевског књижевног друштва 2018.  

## Награде и почасти
- 1990: Награда писаца Комонвелта (регионални и свеукупни победник за најбољу прву књигу) за Shape-Shifter.
- 1990: Гардијанова награда за белетристику за Shape-Shifter.
- 1991: PEN/Macmillan Silver Pen Award за Shape-Shifter.
- 1997: Награда за први роман Витбрида за причу The Ventriloquist's Tale.
- 1998: Женска награда за белетристику (ужи избор) за причу The Ventriloquist's Tale.
- 1998: Награда за књижевност Гвајане за The Ventriloquist's Tale.
- 2018: Изабрана за члана Краљевског књижевног друштва.

## Филмографија

### Филмови
- Ulysses (Уликс) (1967)
- Far from the Madding Crowd (Далеко од луде гомиле) (1967), као госпођа Талл.
- The Long Good Friday Црни петак за гангстере (1980), као Дора.
- Boom Boom, Out Go the Lights (1981), као она сама.
- Britannia Hospital (Болница Британиа) (1982), као Клариса.
- Scrubbers (1983), као Crow.
- White City (Бели град) (1985), као Жена у канцеларији за помоћ.
- Mona Lisa (Мона Лиза) (1986), као Зора.
- How to Get Ahead in Advertising (Како напредовати у оглашавању) (1989), као госпођа Вејлејс.
- The House of Bernarda AlbaДом Нернарде Албе (1991) (ТВ), као Пруденц.
- Utz (1992), као кустос.
- Shadowlands (1993), као председница комитета.
- Home Away From Home (1994), као комшиница.
- Brighton Rock (2010), као игумана.

### Телевизија
- The Young Ones (1982/84, BBC Two), као Жена у аутобусу (у епизоди "Demolition") и Вивијанова мама (у епизодама "Досадно" и "Болесна"), плус вештица (у "Болесном")
- Girls on Top (1985, ITV ), игра Ивон (три епизоде).
- Happy Families (Срећне породице) (1985), игра чувара.
- Blackadder's Christmas Carol (1988), као госпођа Скрачит.
- The Comic Strip Presents (1988), као Паулине Снек у епизоди "Didn't You Kill My Brother?"
- Alexei Sayle's Stuff (Ствари Алексеја Сејла) (1988).
- Red Dwarf Црвени патуљак (1989), као конобарица у филму "Назад" (без кредита
- Alas Smith and Jones (Алас Смит и Џонс) (1990), две епизоде,
- 2 Point 4 Children (1992), игра Бабс у епизоди "Хормони".
- The Young Indiana Jones Chronicles (1992), као Мејси Кемп у епизоди „Лондон, мај 1916.“.
- Desmond's (1992), као госпођа Мартин у епизоди "Превише црвених очију".
- Spender (1993), као судија у епизоди "The More Things Change".
- Ghostwriter (1994), као Висе Рита (једна епизода).
- The Bill (1997), као госпођа Остин у "No Trace", сезона 13, епизода 136.